# Droit en Océanie
Le droit en Océanie est l'ensemble des manières d'interpréter et d'appliquer des règles à des situations litigieuses dans cette région du monde. L'histoire coloniale a fortement marqué l'état actuel des cultures juridiques océaniennes, léguant notamment des tensions avec les manières autochtones de faire du droit. Dans les États insulaires, une spécificité de l'Océanie est le fréquent recours à des juges étrangers, invités par les tribunaux locaux.

## Histoire
L'histoire du droit en Océanie n'est écrite qu'à partir de l'ère coloniale. Les pratiques étatiques des différents empires qui ont colonisé l'Océanie sont la plupart du temps rentrées en conflit avec les coutumes autochtones.

### Histoire ancienne
Selon Richard Boast, il n'existe pas encore d'études sur l'histoire du droit dans l'Océanie pré-coloniale à cause d'un biais historiographique selon lequel les États seraient les seules formations politiques au sein desquelles des pratiques juridiques pourraient exister. Boast, en s'appuyant sur les critiques de l'orientalisme juridique, argumente d'une part qu'il existait bel et bien quelques États en Océanie avant l'arrivée des Européens, et d'autre part que le droit peut être pratiqué sans État.

### Ère coloniale
La pratique du droit colonial en Océanie est caractérisée par l'appropriation des terres et la présence des colonies pénales australiennes et calédoniennes.

#### Appropriation des terres

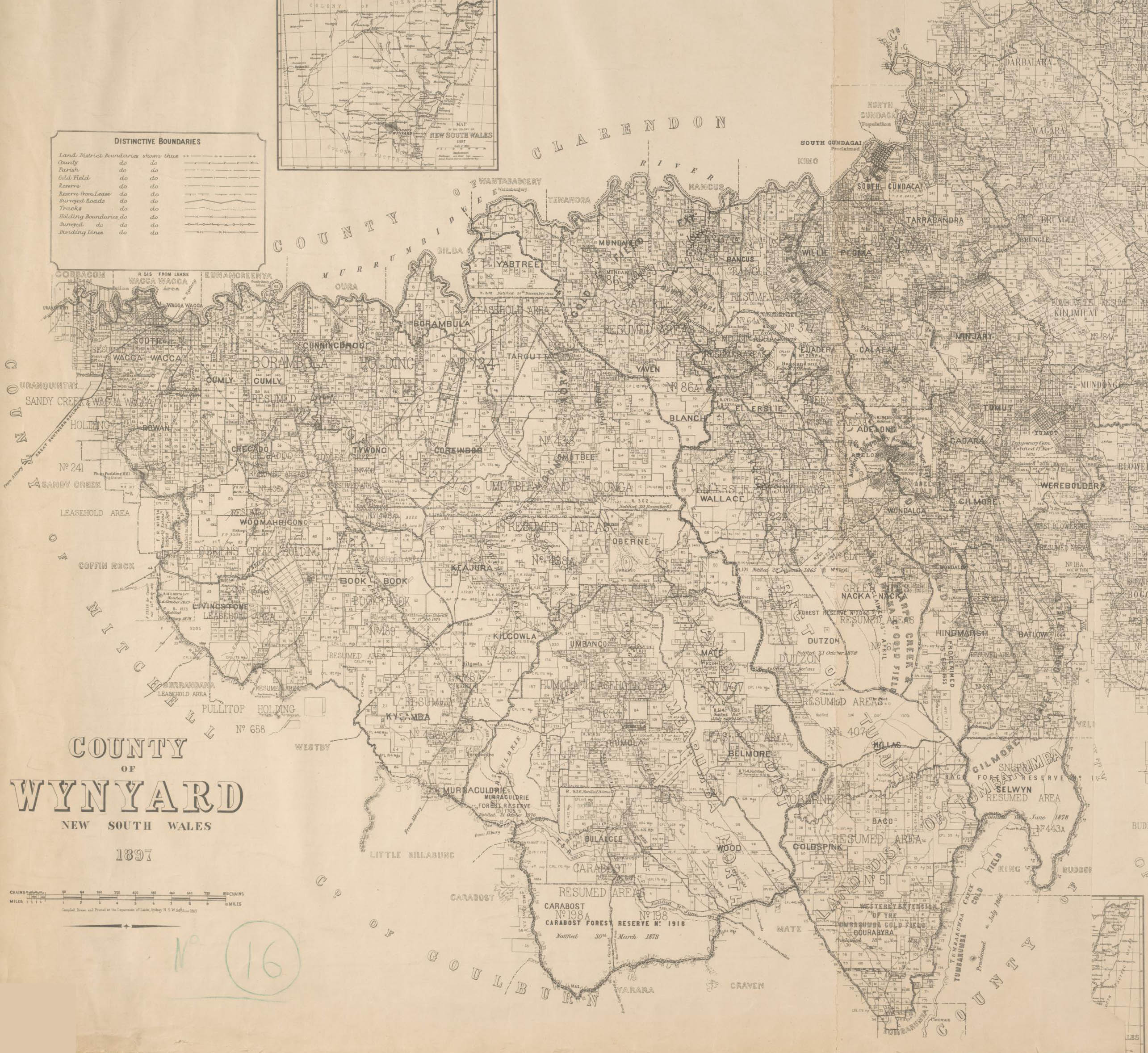
Sur cette carte australienne du XIXe siècle, les délimitations typiques du sont visibles.

En 1858, le système Torrens (en) est instauré pour la première fois, en Australie-Méridionale. Ce système de registre foncier est inventé pour faciliter l'acquisition et le commerce des terres colonisées. Auparavant, les colons devaient prouver une possession pérenne pour obtenir un titre de propriété, désormais, ce titre leur est accordé après un simple enregistrement dans le cadastre. Ce système est bientôt étendu aux autres colonies australiennes, puis à la Nouvelle-Zélande, aux îles Salomon, et à de nombreuses autres colonies de par le monde comme le Canada, la Palestine ou les Philippines. Les titres Torrens permettent aux administrations coloniales de rapidement étendre l'emprise de leurs régulations foncières. Comme les propriétés Torrens sont fondées sur l'espace abstrait du registre, elles contournent les manières autochtones d'attribuer l'usage des terres.
Les différentes colonies ont adopté des stratégies diverses pour justifier l'appropriation des terres, par exemple : en Australie à travers le principe de terra nullius, en Nouvelle-Zélande à travers une interprétation du traité de Waitangi, à Hawaï en prolongeant les bouleversements du Māhele, ou encore dans les îles Fidji en achetant directement des terrains à des chefs locaux.

#### Colonies pénales et blackbirding

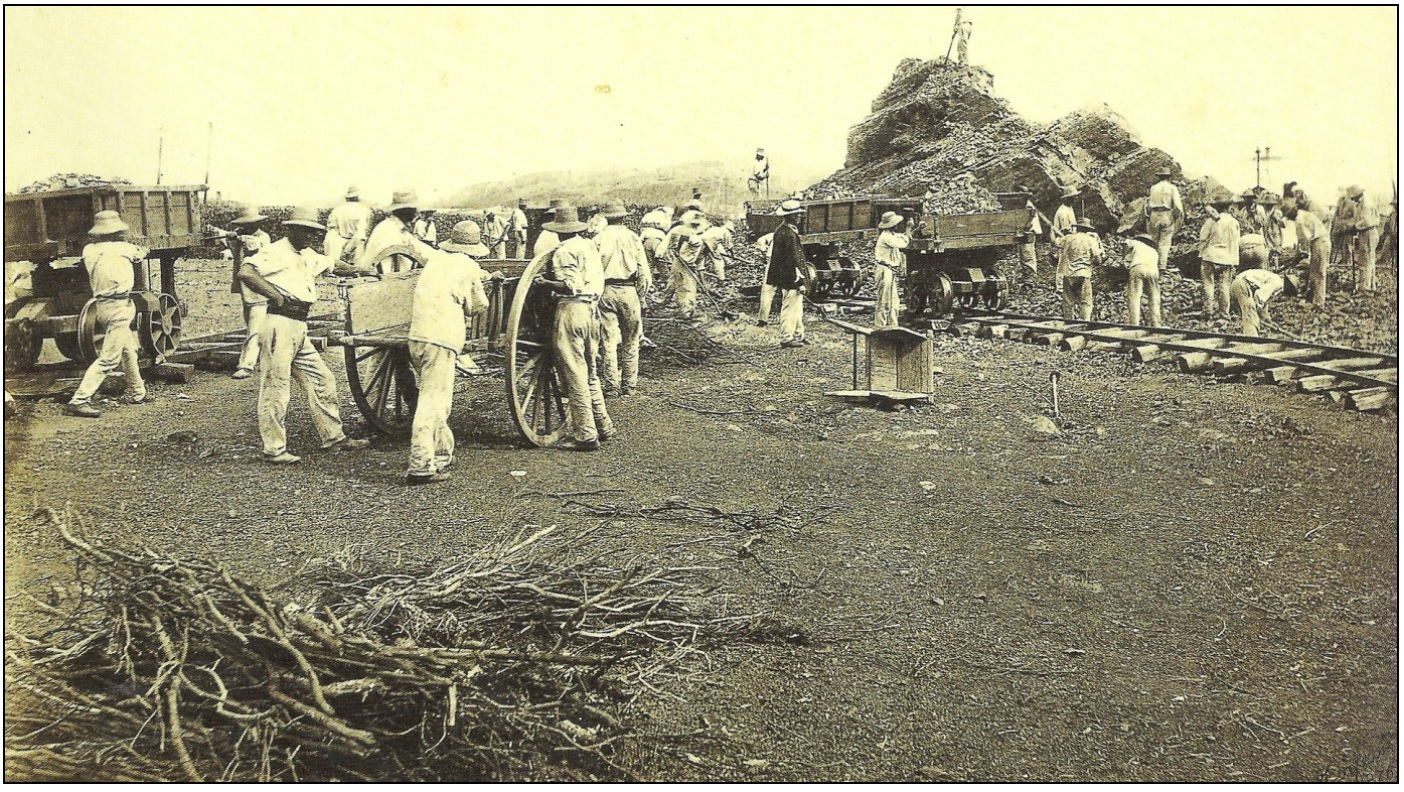
Arasement d'une butte par des condamnés du bagne de Nouvelle-Calédonie.

Aux XVIIIe et XIXe siècles, les empires britannique et français implantent des colonies pénales en Australie et en Nouvelle-Calédonie respectivement. De nombreux sujets sont déportés depuis les cinq continents vers ces nouveaux lieux de relégation. Ils et elles sont contraints à des travaux forcés.
En 1857 et 1858, l'affaire du navire le Sutton fait scandale dans la ville de Sydney et constitue un des premiers procès pour blackbirding. Le Sutton, un bateau australien, est envoyé par un marchand réunionais avec l'accord du consul français à Sydney pour kidnapper une soixantaine d'habitants des Kiribati et des îles Salomon et les acheminer vers les plantations sucrières de la Réunion. De retour de l'expédition, trois membres de l'équipage dénoncent cette excursion auprès du procureur de Syndey pour délit d'esclavagisme, illégal dans l'empire britannique en vertu du Slavery Abolition Act 1833. L'administration française intervient pour défendre le marchand réunionais.

#### Relations internationales
Une des ambigüités du colonialisme en Océanie réside dans la pratique des « expéditions punitives »: ces raids contre les rebelles autochtones sont présentés juridiquement comme des formes de guerre, donc contre un ennemi souverain et non contre des sujets. Pourtant, dans tous les autres aspects de l'administration coloniale, les fonctionnaires impériaux qualifient les populations autochtones comme non civilisées et donc non souveraines.
Lors des expéditions navales européennes en Océanie au XVIIIe siècle, les équipages utilisent souvent l’obligation d’amitié qui existe dans les conceptions européennes du droit international à l’époque pour présenter les résistances autochtones comme des comportements criminels. Ainsi, lorsque les Océaniens contestent ou vengent l’appropriation des terres par les Européens, ceux-ci les présentent comme fautifs et insuffisamment conciliants. D’un autre côté, le concept d’amitié entre les nations du droit international de l’époque est aussi développé et hybridé avec le droit autochtone à travers les relations commerciales entre empires européens et nations océaniennes. Par exemple, le commerce de conserves de porc entre la colonie australienne et Tahiti est compris comme obéissant aux normes de la taio, traduit par « amitié ».

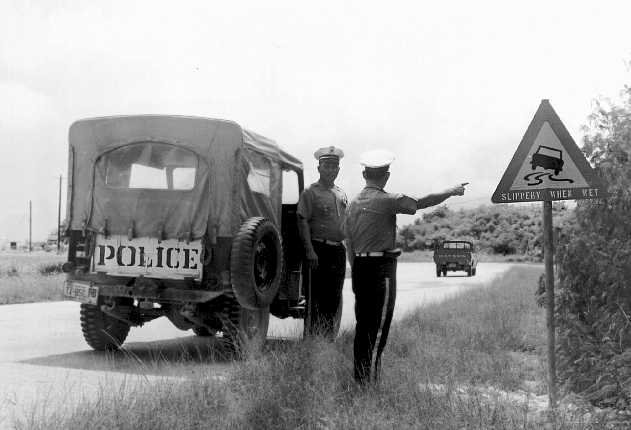
Des policiers américains dans les îles Mariannes du Nord dans les années 1970, à l'époque du Trust Territory.

Dans l'ensemble, afin de rationaliser juridiquement leurs colonies vis-à-vis du droit international de l'époque, les empires coloniaux utilisent en Océanie les mêmes formes qu'ailleurs, avec toutefois une préférence pour le protectorat et le condominium. Vers la fin de l'époque coloniale, d'autres formes de cogestion des territoires continuent d'exister avec les mandats de la Société des Nations et le territoire sous tutelle des îles du Pacifique.

## Par branche

### Droit constitutionnel
Les Constitutions en Océanie sont apparues avec la décolonisation d’une partie des pays du continent. Le plus souvent, ces constitutions partent du principe que la législation coloniale sera bientôt remplacée par de nouvelles lois légiférées de manière autonome, plus adaptées aux différentes nations. En pratique toutefois, les États indépendants d’Océanie ont connu une activité législative plus faible qu’espérée, et de grands pans du droit colonial restent en vigueur.
Quatre constitutions de pays océaniens prévoient des Codes régulant spécifiquement les actes des fonctionnaires, à savoir celles de la Papouasie-Nouvelle-Guinée, des Îles Salomon, du Vanuatu et des Îles Fidji. Ces Codes donnent des lignes de conduite et interdisent certains types de comportements correspondant potentiellement à de la corruption. De tels codes sont inhabituels de par le monde. En Papouasie Nouvelle-Guinée, ces affaires sont jugées par un tribunal constitutionnel spécial
En Nouvelle-Zélande, en Papouasie Nouvelle-Guinée, dans les îles Salomon, dans les îles Cook, aux Samoa et au Vanuatu, un ombudsman est chargé de faire respecter la Constitution. Toutefois, ces ombudsmans n’ont souvent pas les moyens de servir les populations rurales. Au final, ce sont souvent des fonctionnaires eux-mêmes qui saisissent les ombudsmans contre d’autres agents de l’État.

### Droit des contrats
Le droit des contrats dans les États d’Océanie est surtout issu de transplantations juridiques et rentre souvent en conflit avec les normes effectivement appliquées au sein de la population.

### Droit de la famille
Le mariage des personnes relevant de la liminalité du genre en Polynésie comme les fakaleiti ou les fa'afafine ne semble jamais avoir posé de problèmes juridiques en Océanie,.

### Droit de l’environnement

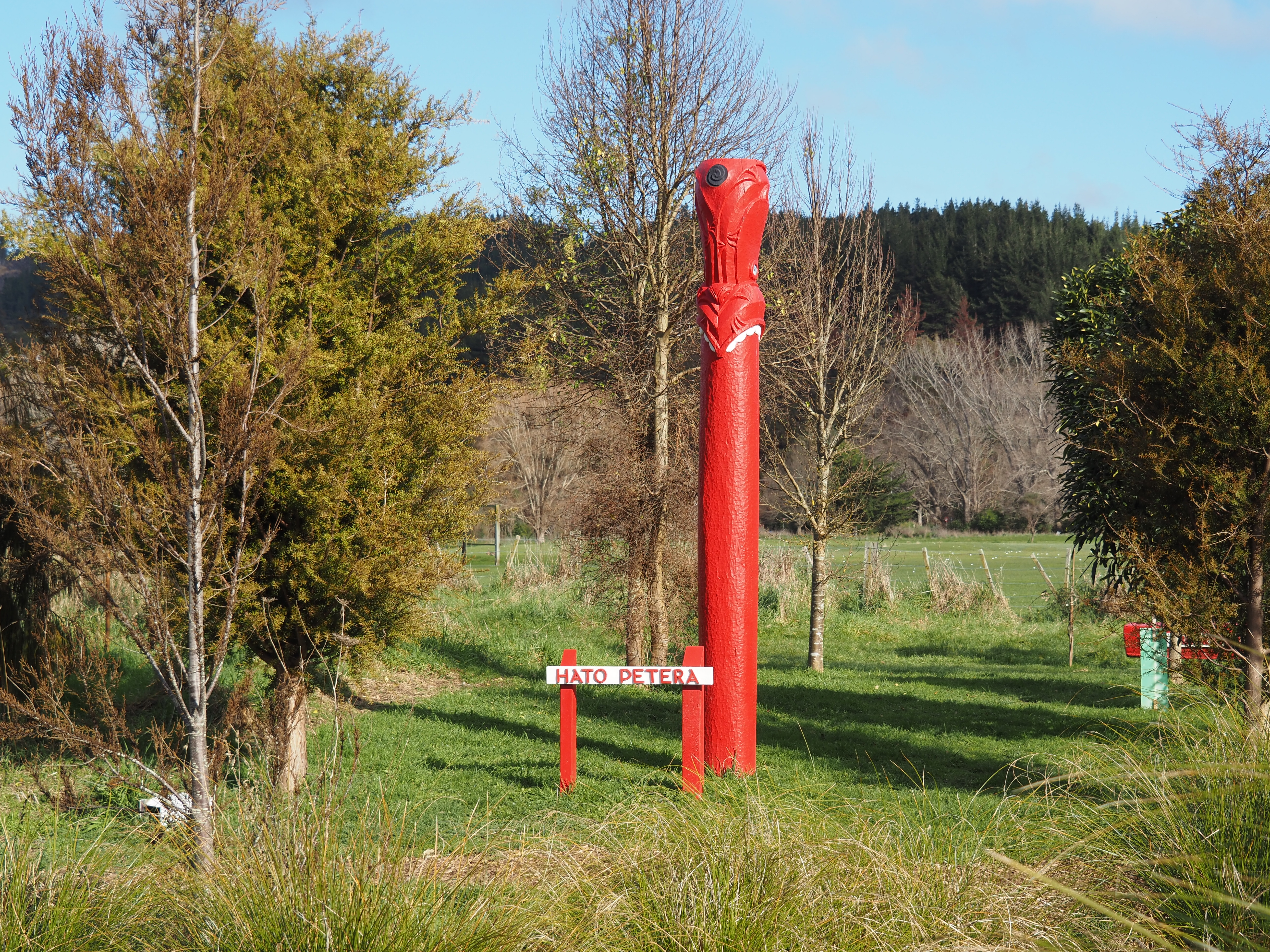
Un pouwhenua marquant la limite d'un rāhui près de la rivière Mawaihakona.

En 1994 la Déclaration de la Barbade prévoit l’harmonisation du droit de l’environnement au sein des îles du Pacifique. À partir de l’accord de Paris en 2015, plusieurs États insulaires d’Océanie prennent une place proéminente dans le développement du droit international du climat. Le Vanuatu a notamment déclaré son intention d’utiliser tous les recours juridiques pour faire payer les entreprises du secteur de l’énergie fossile. Deux des grands procès qui ont marqué le développement du droit de l'environnement en Océanie sont l'affaire du barrage tasmanien (en) et l'affaire Teitiota (en).

### Droit pénal

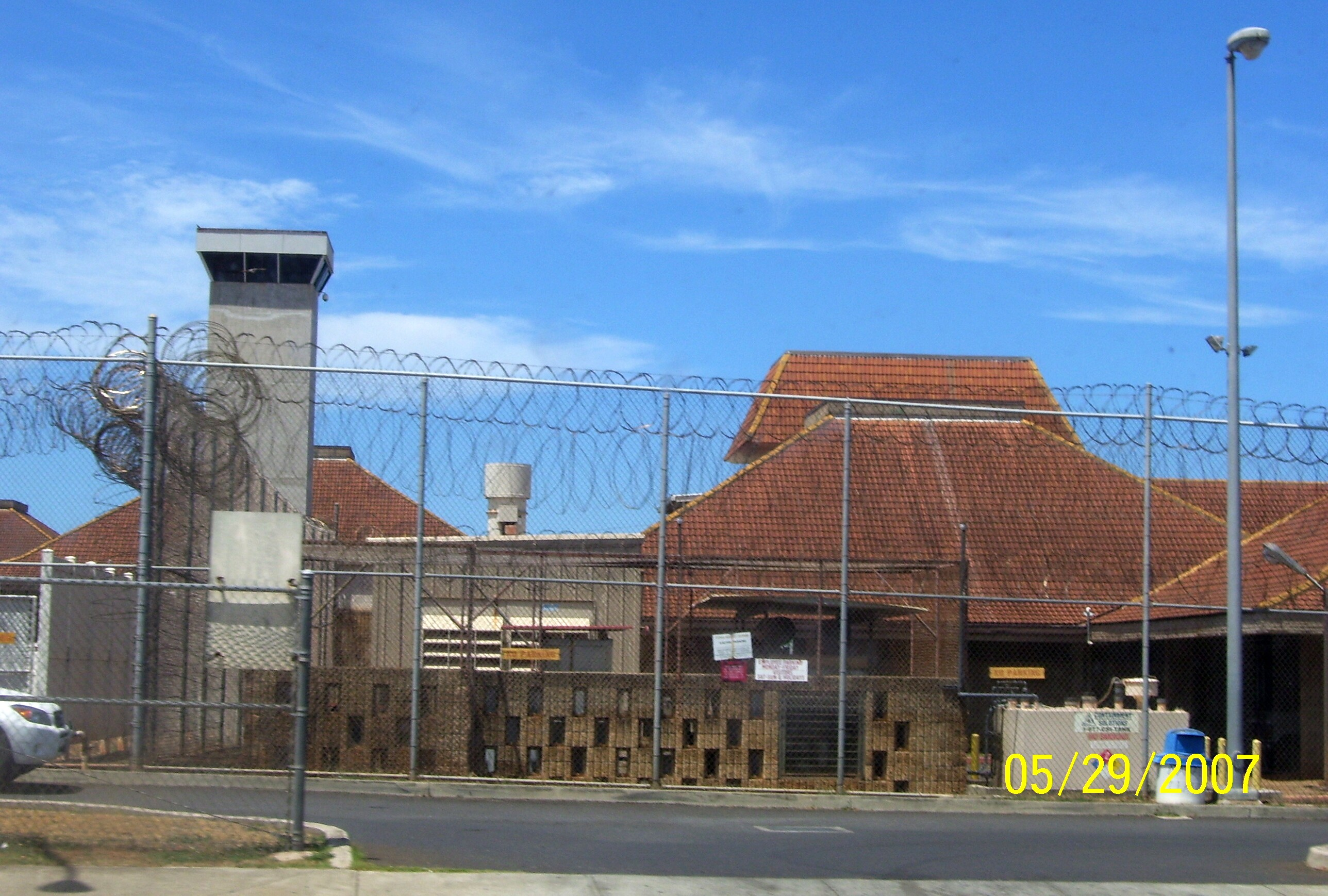
Une prison à Hawaï.

Le droit pénal est une des branches du droit la plus couramment codifiée dans les pays océaniens.
En 2006, le Pacific Plan (en) tente d’initier une coordination du droit pénal à l’échelle du continent, sans grand succès.
De nombreux pays d’Océanie ont importé les règles sur la cybercriminalité issues de la convention de Budapest. Toutefois, faute d’organiser un service policier correspondant, ces lois transplantées restent lettre morte.

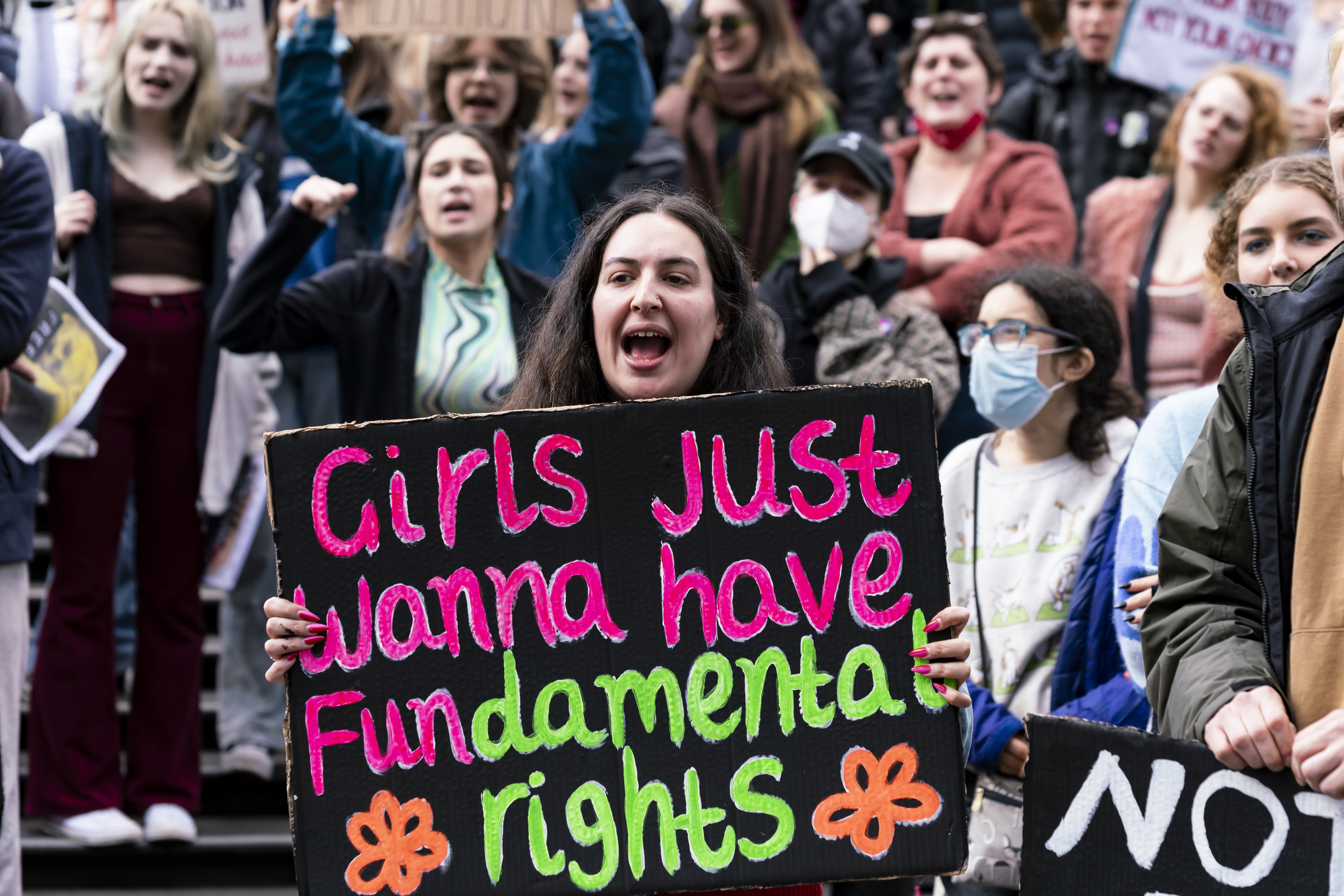
Une manifestante à Melbourne en juin 2022 conteste l'annulation de la jurisprudence Roe v. Wade aux État-Unis, pays influent en Océanie.

Le droit à l'avortement n'est pas garanti par la plupart des États océaniens, et il est criminalisé à divers degrés dans une grande partie d'entre eux. Toutefois, selon une étude des archives judiciaires de 16 États insulaires océaniens parue en 2023, seules 18 condamnations pour avortement ont été prononcées en 57 ans.
Selon une étude de 2009, en matière de violences sexuelles, les services étatiques d’Océanie ne disposent que des législations héritées des empires coloniaux, qui sont focalisées sur des idées de moralité et pas sur la protection des victimes. Une exception est la Papouasie-Nouvelle-Guinée qui a établi un guide des bonnes pratiques à l’usage du système judiciaire-policier pour faire face aux affaires de violences sexuelles.
Concernant les abus sexuels sur mineur·es, une étude de 2022 constate que tous les pays disposent de lois pour organiser les signalements, avec des différences notables et souvent des lacunes, par exemple des définitions vagues ou une absence de cadre temporel pour les poursuites. De plus, les législations sont largement transplantées à partir d’exemples européens, sans prise en compte des contextes océaniens.

## Organisation judiciaire
Plusieurs États d’Océanie font appel à des juges étrangers pour statuer sur des affaires ordinaires. C’est le cas de îles Cook, des Fiji, des Samoa, des îles Marshall, de Nauru, de Niue, de la Papouasie Nouvelle-Guinée, des îles Salomon, du Tuvalu, de Kiribati et du Vanuatu. Ce modèle pose souvent problème dans les cas où les juges étrangers ne sont pas en mesure de bien apprécier les dimensions les plus subtiles des normes locales en jeu. Aux îles Cook, à Kiribati et au Tuvalu, le Privy council à Londres est la juridiction de dernière instance. Par exemple, en 2017, le Privy council a tranché une affaire de droit de la pêche entre le gouvernement des îles Cook et un chef traditionnel membre d'une ONG écologiste.

## Lois transplantées
Les législations océaniennes contiennent de nombreuses transplantation juridique, c'est-à-dire que des lois sont copiées d'autres pays, parfois pour satisfaire les exigences d'organismes internationaux.

## Droit autochtone

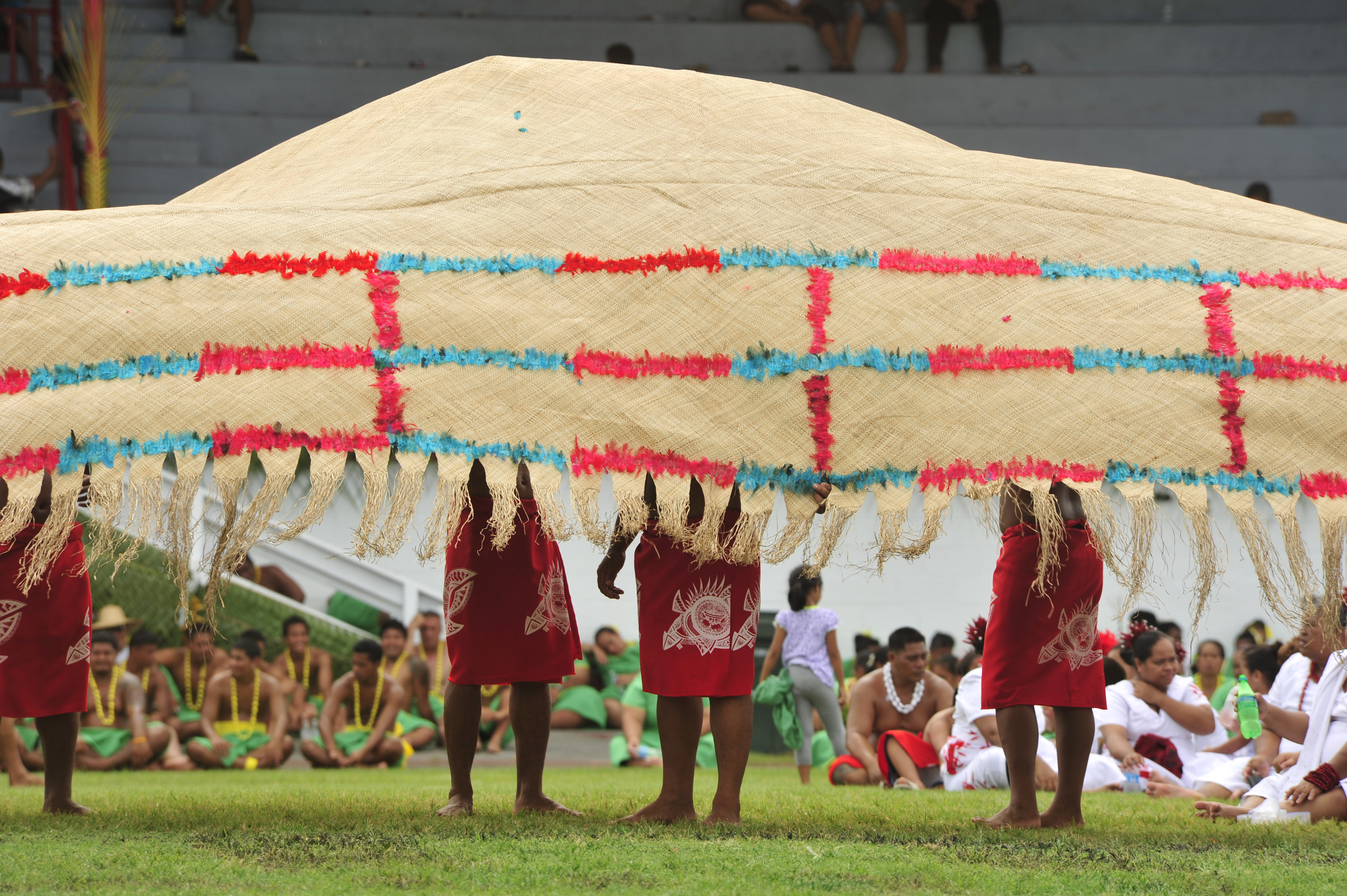
Dans la faʻa Sāmoa, les ʻie tōga sont par exemple utilisés pour la cérémonie de pardon appelée ifoga.

Les populations autochtones d'Océanie ont leurs propres pratiques traditionnelles pour interpréter et appliquer le droit dans des situations litigieuses.

### Droit foncier
À l’exception de la Nouvelle-Calédonie et des Tonga, dans la plupart des pays d’Océanie, seulement 20% des terres sont sous le régime de la propriété privée, le reste étant géré selon les normes autochtones. Certains États, comme les Fiji et les îles Cook, ont tenté de codifier les règles d’usage des terres à travers des lois expresses, en s’heurtant toutefois aux évolutions des pratiques au sein des populations.

## Anthropologie

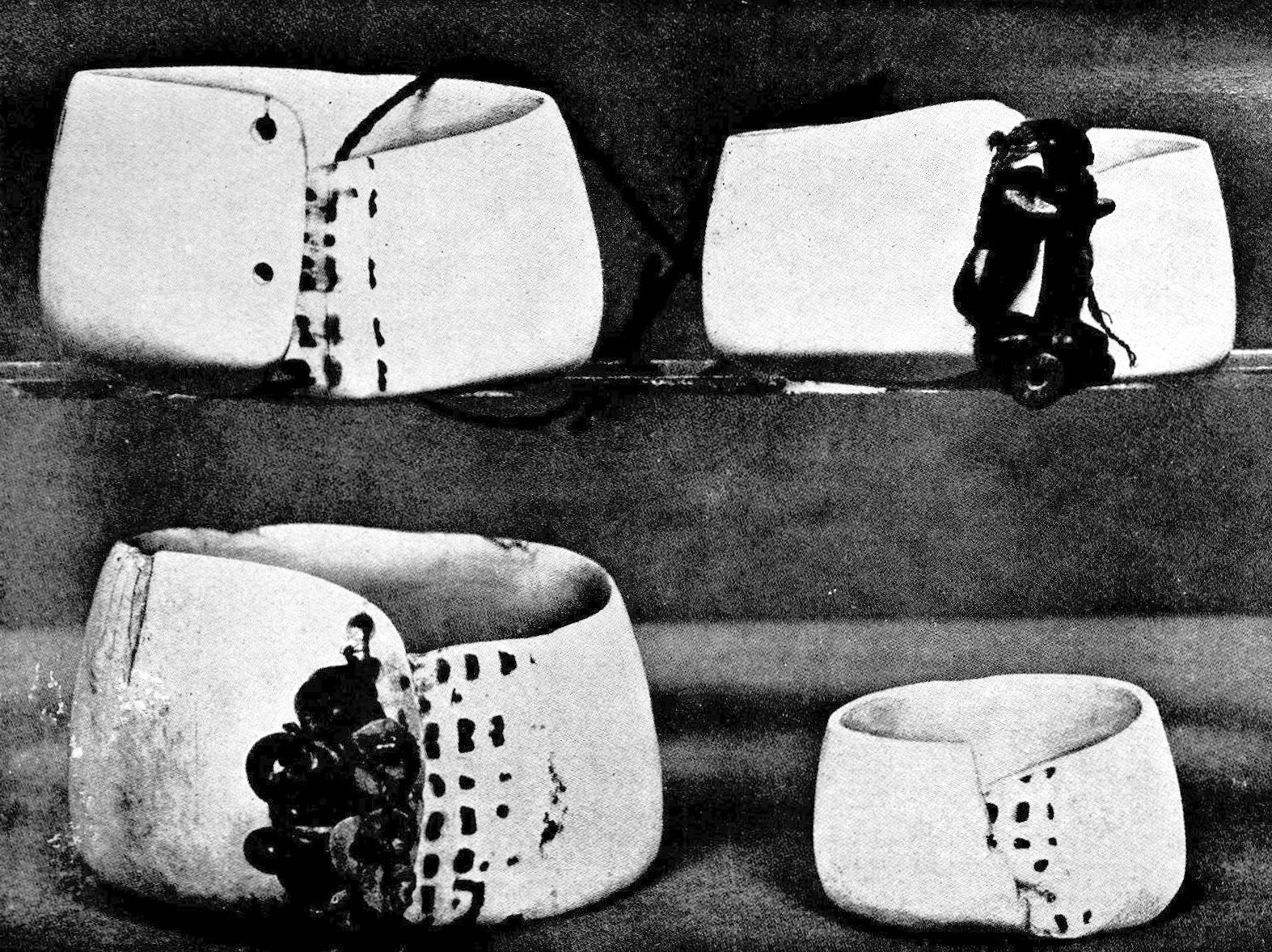
Une photo de mwali utilisés dans la kula, par Malinowski.

Dès les débuts de l’anthropologie, le droit en Océanie intéresse Bronisław Malinowski qui écrit Le crime et la coutume dans les sociétés sauvages (pl) à propos des habitants des îles Trobriand. Il se penche particulièrement sur la kula, un réseau d’échanges de cadeaux symboliques, et en tire sa définition du droit: « un ensemble d'obligations contraignantes, considérées par l'une des parties comme un droit lui revenant et reconnues comme un devoir par l'autre, maintenues en vigueur par un mécanisme spécifique de réciprocité et de publicité inhérent à la structure de leur société. »
Beaucoup d'anthropologues s’intéressent à la Nouvelle-Guinée pour étudier le fonctionnement de ses sociétés particulièrement égalitaires. Leopold Pospíšil analyse par exemple la manière dont les Kapauku ne pratiquent pas de châtiments actifs, mais rompent un certain nombre de liens mutuels avec les personnes reconnues comme fautives. Margaret Mead écrit en 1961 sur le droit naturel à partir de ses séjours aux Samoa. En 2000, Sally Engle Merry publie son ouvrage sur l’histoire du droit à Hawaï.

## Sociologie
La plupart des services de police en Océanie recrutent des femmes à partir des années 1970.

## Recherche, enseignement et métiers

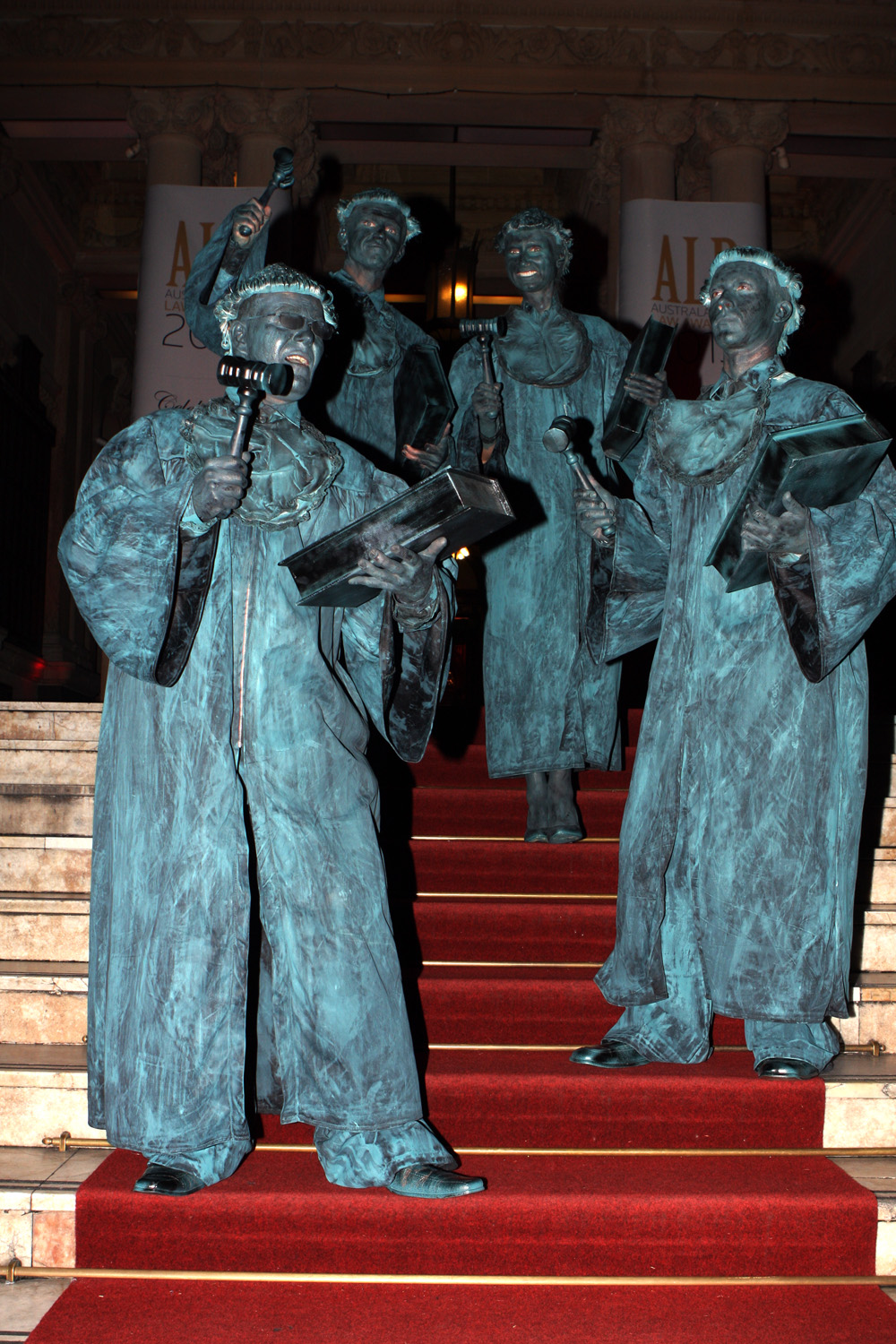
Lors d'une rencontre du réseau de juristes d'Australasie (l'ALB), quatre personnes sont déguisées en statues de juges à la mode anglaise.

L’université du Pacifique Sud a une faculté de droit. L’enseignement du droit y est marqué par l’héritage du colonialisme, et, selon un article de 2007, peine à inclure substantiellement les savoirs et enjeux spécifiques des cultures océaniennes.

### Approche générale
- (en) Jennifer Corrin Care et Vergil Narokobi, Introduction to South Pacific law, Intersentia, 2022 (ISBN 978-1-83970-291-4)
- (en) Legal systems of the Pacific: introducing sixteen gems, Intersentia, 2021 (ISBN 978-1-83970-153-5)
- (en) « Pacific Islands », dans Oxford Public International Law (DOI 10.1093/law:epil/9780199231690/law-9780199231690-e1331, lire en ligne)

### Justice
- (en) A Kind of Mending: Restorative Justice in the Pacific Islands, ANU Press, 2010 (lire en ligne)
- (en) Anna Dziedzic, Foreign judges in the Pacific, Hart, coll. « Hart studies on judging and the courts », 2021 (ISBN 978-1-5099-4287-9 et 978-1-5099-4288-6)
- (en) Kate Stevens, Gender, Violence and Criminal Justice in the Colonial Pacific: 1880-1920, Bloomsbury Academic, 2022 (ISBN 978-1-350-27553-9, lire en ligne)

### Sur des domaines particuliers
- (en) Environmental Law and Governance in the Pacific: Climate Change, Biodiversity and Communities, Routledge, 26 août 2020 (ISBN 978-0-429-26089-6, DOI 10.4324/9780429260896, lire en ligne)
- (en) Castellino Joshua et Keane David, Minority Rights in the Pacific Region, coll. « Oxford Constitutions of the World », 6 août 2009 (DOI 10.1093/acprof:oso/9780199574827.001.0001, lire en ligne)
- (en) Miranda Forsyth et Sue Farran, Weaving Intellectual Property Policy in Small Island Developing States, Intersentia, 17 septembre 2015 (ISBN 978-1-78068-573-1, DOI 10.1017/9781780685731, lire en ligne)
- (en) Michelle Foster et Anna Hood, « Regional Refugee Regimes: Oceania », dans The Oxford Handbook of International Refugee Law, Oxford University Press, 9 juin 2021, 441–460 p. (ISBN 978-0-19-884863-9, DOI 10.1093/law/9780198848639.003.0025, lire en ligne)
- (en) Jennifer Corrin, « South Pacific Island States », dans The Oxford Handbook of International Law in Asia and the Pacific, Oxford University Press, 4 octobre 2019, 733–765 p. (ISBN 978-0-19-879385-4, DOI 10.1093/law/9780198793854.003.0030, lire en ligne)
- (en) Matthew G. Allen, Resource Extraction and Contentious States : Mining and the Politics of Scale in the Pacific Islands, Springer Singapore, 2018 (ISBN 978-981-10-8119-4 et 978-981-10-8120-0, DOI 10.1007/978-981-10-8120-0, lire en ligne)
- (en) Peter Larmour, Foreign Flowers: Institutional Transfer and Good Governance in the Pacific Islands, University of Hawaii Press, 2005 (ISBN 978-0-8248-7456-8)
- (en) Peter Larmour, The Governance of Common Property in the Pacific Region, ANU Press (ISBN 978-1-922144-75-1, lire en ligne)
- (en) Law & empire in the Pacific: Fiji and Hawaiì, School of American Research Press, coll. « Advanced seminar series », 2004 (ISBN 978-1-930618-24-4 et 978-1-930618-25-1)
- Tamatoa Bambridge, « L'anthropologie du droit à l'épreuve des processus dialogiques dans le Pacifique », dans Anthropologie et droit: intersections et confrontations, Karthala, coll. « Cahiers d'anthropologie du droit », 2004 (ISBN 978-2-84586-570-9)
- Tamatoa Bambridge, « Tenure Marine coutumière (Polynésie) », dans Dictionnaire des biens communs, Presses Universitaires de France, coll. « Quadrige dicos poche », 2017